# 畑美紗起
畑 美紗起（はた みさき、3月27日 - ）は、日本の女性アイドル、女優、モデル。女性アイドルグループ・ラストアイドル（2期生）、ミュージカル&音楽グループ・×純文学少女歌劇団の元メンバー。ファッション誌『bis』のレギュラーモデル。埼玉県出身。TWIN PLANET所属。身長154 cm。

## 来歴
2014年度ミス産能グランプリ。
2018年4月21日、テレビ朝日「ラストアイドル(番組)」に暫定メンバーとして出演し、ラストアイドル2期生立ち位置暫定バトルで岡村茉奈と対戦、BiSH の『星が瞬く夜に』を歌い勝利。。
2018年9月30日、ラストアイドル2期生としてデビュー決定。『愛しか武器がない』フルバージョンをTV初披露。
2019年3月26日、超十代2019でHeatherの洋服を着てランウェイ出演。
2020年2月19日、ラストアイドルの8thシングル『愛を知る』の表題曲オーディションで18人のメンバーに選抜される。
2020年9月24日、ラストアイドルの9thシングル『何人も』の表題曲の21人のメンバーに選抜される。
2021年1月25日 - 31日、SHOWROOM「雑誌bisレギュラーモデル争奪イベント」でグループCを1位通過して最終審査でbisweb賞を獲得。
2021年9月20日、ラストアイドルの11thシングル『Break a leg!』の表題曲の17人のメンバーに選抜される。
2022年5月11日 - 5月17日、bisの1年間レギュラーモデルと誌面掲載をかけたラストアイドル×bis×SHOWROOMのコラボオーディションが行われる。グループBで1位となり選考の結果グランプリに決定。
2022年5月31日、ラストアイドル活動終了。
2022年8月11日、ミュージカル&音楽グループ×純文学少女歌劇団（ふじゅんぶんがくしょうじょかげきだん）への参加が発表される。
2022年10月29日、×純文学少女歌劇団のメンバーとしてタイのバンコクで開催されたThailand Comic Con 2022に出演。
2023年8月7日、IDOL RUNWAY COLLECTION Supported by TGCに出演。
2023年9月24日、OKINAWA COLLECTION 2023に出演。
2024年10月11日、同年11月30日に×純文学少女歌劇団が解散することが発表された。
2024年11月30日、x純文学少女歌劇団はTheater Mixaで行われたライブ『BLACK PARADE』をもって解散。

## 人物
- ニックネームは「みいちゃ」、「畑ちゃん」、「はったった」。
- 趣味は洋服を買うこと、服・コスメ・美容ヲタク、アイドル鑑賞、御朱印集め。
- 特技はバレエ、コーディネート[3]、どこでも寝れる事。
- 好きな食べ物は、塩、生牡蠣、果物、野菜。嫌いな食べ物は、グリンピース。好きなお茶は、綾鷹。
- 好きなキャラクターは、ミッフィー、スヌーピー、ポチャッコ、らぶいーずのすもっぴ、ぴょんちー。
- 幼少期よりピアノやクラシックバレエを習う。中学校はテニス部。高校はダンス部。
- 乃木坂46に憧れてアイドルを目指すようになり、高校時代から100回以上様々なオーディションを受け続けていた[1]。
- 大学4年で就職活動終了後に「ラストアイドル (番組)」にて暫定メンバーに選ばれた[12]。
- ABEMA「アベマde週末ボートレース～Friday～」生出演時に「年齢不詳のほんわか癒し系。貼ったった、貼ったった、貼ったった。みなさんの心に畑を貼ったった、畑美紗起です」というキャッチフレーズを披露。以降はったったと呼ばれることも増える[13]。
- 2人兄妹。兄や友達の影響で、サッカー好きになる。
- 洋服やトートバッグのプロデュースをしている。

## 作品
「ラストアイドル」の作品については「ラストアイドル#作品」を参照

## 出演

### テレビ
- ラストアイドル 3rdSEASON (2018年4月15日 - 9月30日、テレビ朝日)
- ラストアイドル フォースシーズン 〜ラスアイ、よろしく！〜 (2018年10月14日 - 2019年9月29日、テレビ朝日)
- ラストアイドル 〜ラスアイ、よろしく！〜 (2019年10月3日 - 2022年3月26日、テレビ朝日、AbemaTV、テレ朝動画、TELASA)
- おべんとレター。（2019年3月24日、テレビ朝日）[14]
- 矢口真里の火曜The NIGHT（2019年4月16日、AbemaTV）
- 無料屋（2020年1月30日・2月27日・5月28日・9月24日、テレビ朝日）
- にゅーくりぃむ （2021年4月20日・4月27日・5月4日、テレビ朝日）
- 元乃木坂46中田花奈の麻雀ガチバトル! かなりんのトップ目とれるカナ? (2021年8月21日、TBSチャンネル1)
- お願い!ランキング （2022年2月9日、テレビ朝日）
- ABEMA「宇垣美里と考える30からの歩き方」 (2023年3月15日・3月22日・3月29日、abema.tv)
- あざとくて何が悪いの?春SP（2024年3月30日、テレビ朝日）
- 熱闘！Mリーグ (2024年10月7日、テレビ朝日)
- せっかち勉強（2024年10月23日、日本テレビ）

### ラジオ
- オレたちゴチャ・まぜっ!〜集まれヤンヤン〜 （2021年4月25日 - 2022年4月17日、MBSラジオ）

### 舞台
- 『舞台「球詠」』（2021年6月24日 - 30日、草月ホール） - 川﨑稜 役[15]
- Otona Project 第四十七弾 爆走おとな小学生 朗読劇『マッチングアプリ:アップルボム（仮）』（2023年7月26日 - 30日、シアターサンモール） - エミリー 役
- 『Short Stories 君の瞳に乾杯！』（2023年9月14日 - 17日、シアター・アルファ東京）
- 『アサルトリリィ・新章』サングリーズル編「種の最果ての地で」（2023年12月19日 - 25日、シアター1010） - 黒川・ナディ・絆奈 役[16]
- 『アサルトリリィ・新章』サングリーズル編「花々の黄昏」（2024年5月17日 - 22日、かめありリリオホール） - 黒川・ナディ・絆奈 役[17]
- 朗読劇『だめんずうぉーかー令和版』（2024年11月20日 - 24日、三鷹RI劇場）
- 『アサルトリリィ・シュツルム』 〜サングリーズル編〜（2025年4月25日 - 30日、かめありリリオホール） - 黒川・ナディ・絆奈 役[18]
- Otona Project 第六十三弾 爆走おとな小学生 第二十三回全校集会『アイディール・セミナー/Final session』（2025年6月4日 - 8日、こくみん共済 coop ホール／スペース・ゼロ） - ピンキー・スパイダー 役[19]
- 萬腹企画 19杯目『恋愛疾患特殊医療機 a-xブラスター』（2025年7月16日 - 20日、六行会ホール） - 芋掘藍子、ワズライ 役[20]

#### ×純文学少女歌劇団
- File No.0000『フェアリーテイルは盗まれた』（2022年9月5日 - 11日、Mixalive TOKYO Theater Mixa）[21]
- File No.0001『マエストロには背を向けよ』（2023年5月3日 - 7日、Mixalive TOKYO Theater Mixa）[22]
- File No.0002『パラノイドには騙されない』（2024年6月21日 - 26日、Mixalive TOKYO Theater Mixa）[23]

### ゲーム
- 『まちむす 地球防衛ライブ』（2019年10月1日 - 2020年5月15日、DMM GAMES） - 埼玉 役[24]

### 短編映画
- 『あなたが言うなら』（2023年3月25日、キネカ大森）